# Adrienne Bolland
Adrienne Bolland   (Arcueil, 25 de novembre de 1895 - 16è districte de París, 18 de març de 1975) va ser una pilot de proves francesa i la primera dona a volar per sobre dels Andes entre Xile i l'Argentina. Va ser descrita com la aviadora francesa més complerta, i va obtenir el rècord femení de bucles realitzats en una hora. El govern francès la va reconèixer amb la Legió d'Honor, entre d'altres premis. Més endavant es va implicar en causes polítiques d'esquerres, i també va formar part de la Resistència francesa.

## Biografia
Va néixer l'any 1895 a Arcueil, als afores de París, sent la més jove de set germans d'una família d'emigrants belgues. Va desenvolupar l'assertivitat i la independència a la seva infantesa, ja que era molt difícil d'aconseguir l'atenció del seu pare. A casa la coneixien com "el petit terror."
En entrar a l'edat adulta va començar a assistir a festes i a fer apostes. Un dia, després d'haver perdut tots els diners a les curses, va expressar el seu desig de convertir-se en pilot. Un amic li va suggerir que anés a treballar per a Caudron, el primer fabricant d'avions de França; així podria aprendre a volar i guanyaria un sou amb què resoldre els seus problemes financers.

## Carrera d'aviació
A la tardor de 1919, Bolland va anar a la seu de Caudron, a Le Crotoy, al Canal de la Mànega, i va contractar lliçons de vol. Un error tipogràfic va afegir la segona "l" al seu cognom, i així el va mantenir la resta de la seva vida. Mentre que els seus instructors hi veien un gran potencial com a pilot, a terra era molt difícil avenir-se amb ella, perquè tenia caràcter. En tan sols dos mesos, el gener de 1920, es va treure la llicència de pilot, sent la primera dona a fer-ho després de l'armistici.

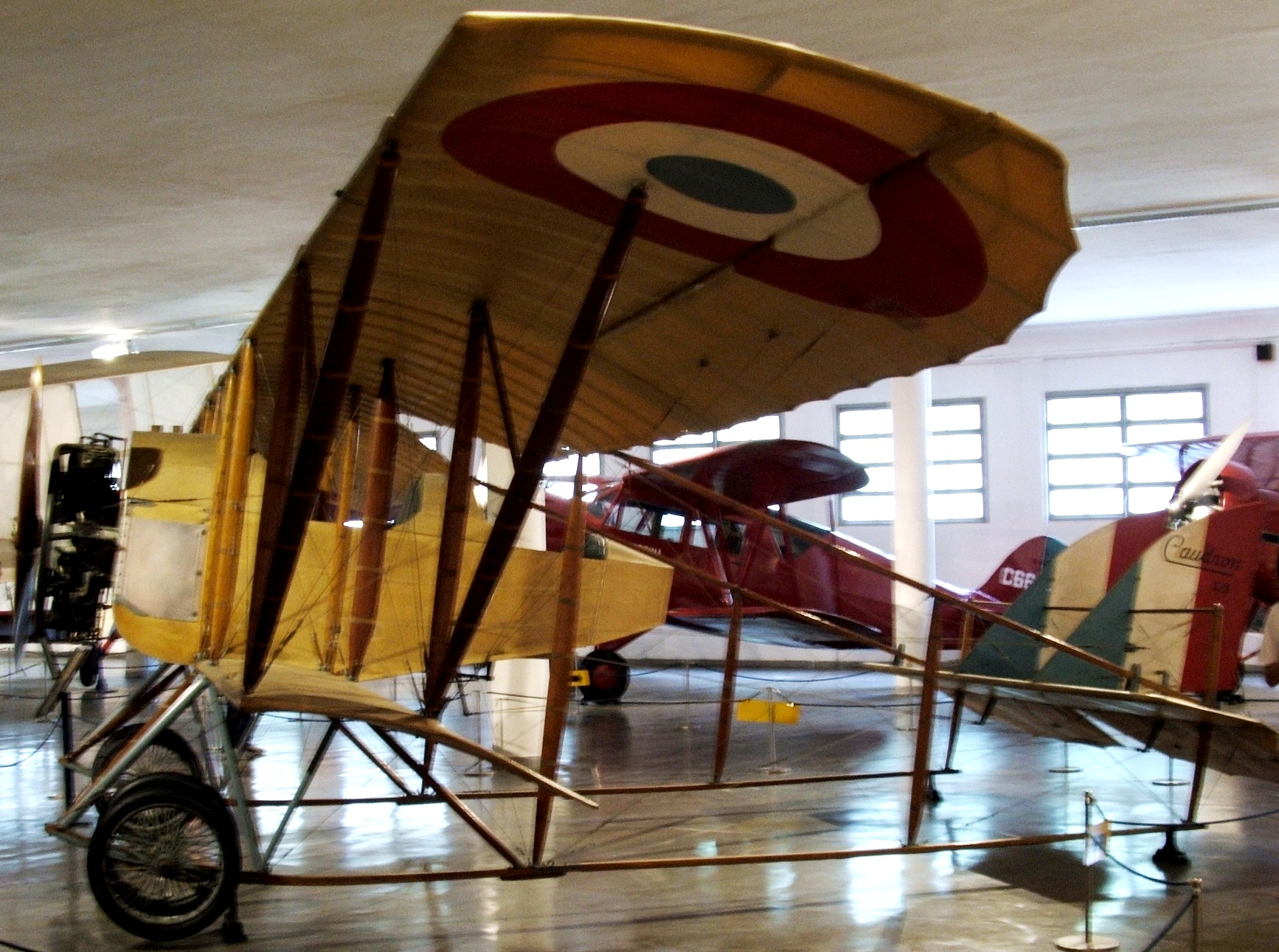
Un G.3 a un museu brasiler

Després va començar a treballar per a René Caudron fent el que majoritàriament feien tots els altres pilots, repartir i recollir avions. Adrienne, però, volia el seu propi avió i així va demanar a Caudron un dels G.3; que li respongué que, si podia realitzar un looping, es podria quedar l'avió. Aviat ho va aconseguir i Caudron, que va complir la seva paraula, de seguida es va adonar que el fet que una dona pilotés un dels seus avions seria una publicitat excel·lent. Per això li va demanar a Adrienne que creués el Canal de la Mànega, cosa que va fer el 25 d'agost de 1920 repetint, en sentit contrari, la fita de Harriet Quimby del 1912.

## La travessa dels Andes
A Bolland això no la va satisfer, i va demanar consell al seu cap René Caudron sobre quin podia ser el següent repte que es podia plantejar. Aquest li va aconsellar que anés a l'Argentina a travessar els Andes. El gener de 1921, acompanyada del mecànic Duperrier, va arribar a Buenos Aires, on de seguida va començar a planejar el seu vol. Els G3 que s'havien enviat a Argentina amb ella havien estat dissenyats per a ser utilitzats com a avions d'observació militar durant la Primera Guerra Mundial, eren fràgils i només comptaven amb un motor Le Rhône de 80 cavalls, és a dir, no eren els ideals per al tipus de viatge. Adrienne li va demanar a Caudron, que en realitat no volia que fes un viatge tan perillós, que enviés uns altres avions, però aquest, confiant que d'aquesta manera desistiria, li va contestar que era impossible.
Això no la va aturar i quan finalment va enlairar-se de Mendoza l'1 d'abril de 1921, havia fet tan sols 40 hores de vol i no tenia ni mapes ni cap coneixement de l'àrea. Feia anys que els pilots intentaven travessar els Andes, des de 1913, i fins i tot el Congrés Nacional de Xile havia ofert un premi de 50,000 pesos per al primer xilè que aconseguís creuar la serralada amb èxit entre els paral·lels 31 i 35, on son els cims més alts. L'agent de l'exèrcit xilè, Dagoberto Godoy, va reclamar el premi l'any 1918.

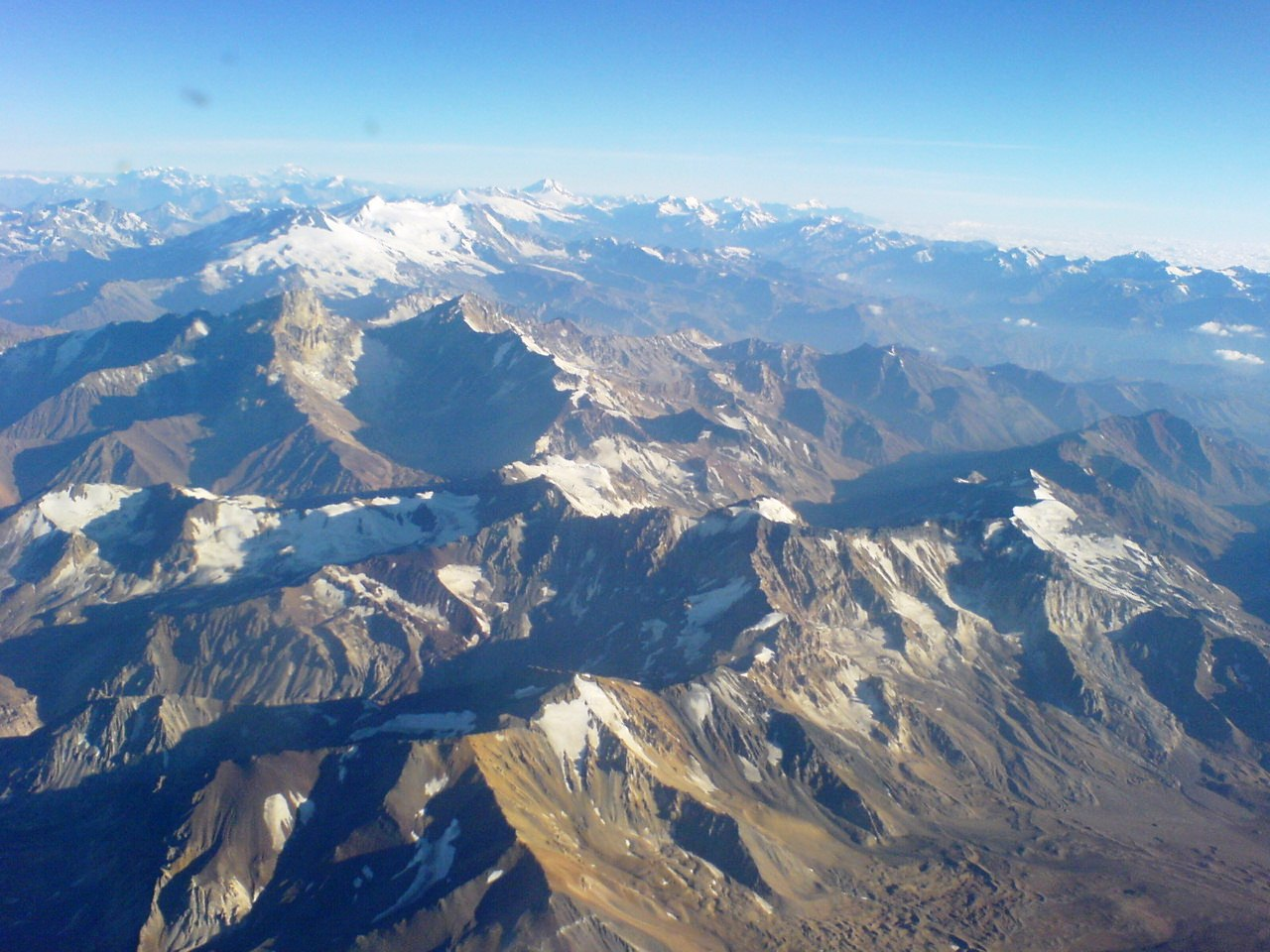
Els Andes a l'àrea del vol de Bolland, des d'un avió comercial l'any 2008

El vol de la senyora Bolland sobre els Andes va durar 4 hores i 17 minuts i la ruta escollida seguia el Pas d'Upsallata, passant al sud de l'Aconcagua, i al nord del volcà Tupangato, a 6.570 metres. El vol va ser especialment perillós, ja que el G.3 no podia enlairar-se més enllà dels 4,500 metres d'altura, que era molt per sota dels cims més alts de la serralada, els quals arriben als 6,959 metres, com en el cas de l'Aconcagua, el cim més alt d'Amèrica del Sud. Així que Adrienne Bolland va haver de volar esquivant els cims més alts i travessant les valls, una ruta molt més arriscada que la que havien escollit Godoy i els seus predecessors. Tot i això, va aconseguir aterrar a Santiago, on una multitud s'havia reunit per celebrar la fita de Bolland, que curiosament va passar bastant inadvertida a França.
El 1922 va comprar un Caudron C.127 que conservaria fins al 1933. L'any següent, la nova muller de René Caudron, gelosa de la relació d'aquest amb Adrienne i veient-la com una amenaça, el va pressionar perquè la despatxés, cosa que va fer. Per fi l'any 1924, amb un retard considerable, li va ser atorgada la Legió d'Honor en reconeixement del seu vol sobre els Andes. També aquell any, el pilot Maurice Finat, qui era un gran admirador d'ella, li va proposar que intentés superar el rècord femení de bucles enllaçats que estava en mans de Laura Bromwell amb 180 bucles en una hora i vint minuts. Poc més va fer falta perquè l'aviadora francesa, després d'un intent fallit, el 27 de maig de 1924 superés àmpliament el rècord amb 212 bucles enllaçats en 72 minuts.
L'any 1930, portant una altra dona com a passatgera en el seu primer vol a prop de Le Bourget, el motor de l'avió va fallar. En intentar aterrar l'avió va colpejar uns cables de telègraf, però tot i això, Bolland va aconseguir aterrar i calmar la seva passatgera. Les dues dones van sortir indemnes però l'avió no tenia reparació possible.

## Matrimoni i activisme polític
El 15 de maig de 1930 es va casar amb un altre pilot, Ernest Vinchon. La seva naturalesa combativa continuava polaritzant aquells que la coneixien arribant a patir, l'any 1933 un accident al qual va sobreviure i que més tard es va descobrir que havia estat el resultat d'un sabotatge. Al llarg de la dècada, ella i el seu marit van esdevenir molt actius en causes polítiques d'esquerres. Van donar suport a la sufragista Louise Weiss, i més tard als Republicans durant la Guerra Civil espanyola. També durant la Segona Guerra Mundial es van quedar a França formant part de la resistència. Adrienne Bolland va morir a París l'any 1975.